# Бриолин
Бриоли́н (бриллиантин, брильянтин) — косметическое средство для ухода за волосами, придания им блеска и фиксации причёски. Используется преимущественно мужчинами. Происходит от французского слова brillant, что означает «блестящий, сверкающий», поскольку придает волосам «мокрый оттенок». Бриолин держится гораздо дольше прочих средств для ухода за волосами и зачастую требует нескольких помывок головы для полного снятия.
Средства на основе различных масел для придания блеска волосам использовались с незапамятных времён и назывались помадой. В 1900 году известный парфюмер Эдуар Пино представил на Всемирной выставке в Париже свой продукт под названием бриллиантин, предназначенный для смягчения волос и бороды у мужчин. В «Энциклопедическом словаре Брокгауза и Ефрона» приводится такой состав «бриллиантина»: 1 часть глицерина или касторового масла в 60 частях туалетного спирта. Благодаря жесткой фиксации волос пользовался большой популярностью у гризеров, которые с его помощью придавали форму и блестящий оттенок своим «кокам» (помпадурам) — высоко взбитым вихрам. С развитием косметической промышленности бриолин был частично потеснён лаками и гелями для волос, однако применяется по сей день.